# Svejde Krook
Gunnar Svejde Krook, född 6 augusti 1914 i Partille församling, död 9 november 1999 i Partille församling, var en svensk fotbollsspelare (högerinner).
Krook började karriären i Jonsereds IF. Han gick sommaren 1934 till IFK Göteborg, som han representerade till och med säsongen 1938/1939. Sammanlagt gjorde han 79 seriematcher (28 mål) för klubben. Han blev svensk mästare med IFK 1934/1935.
Krook var systerson till fotbollsspelaren Douglas Krook.